# Nguyễn Xuân Sanh (kiểm sát viên)
Nguyễn Xuân Sanh là kiểm sát viên cao cấp người Việt Nam. Ông hiện giữ chức vụ Viện trưởng Viện kiểm sát nhân dân tỉnh Quảng Bình.

## Tiểu sử
Ngày 1 tháng 6 năm 2015, Nguyễn Xuân Sanh, Phó Viện trưởng Viện kiểm sát nhân dân tỉnh Quảng Bình được Viện kiểm sát nhân dân tối cao (Việt Nam) bổ nhiệm giữ chức vụ Viện trưởng Viện kiểm sát nhân dân tỉnh Quảng Bình nhiệm kỳ 5 năm (2015-2020).
Nguyễn Xuân Sanh là Bí thư Ban cán sự Đảng Cộng sản Việt Nam Viện kiểm sát nhân dân tỉnh Quảng Bình.
Ngày 3 tháng 4 năm 2016, Nguyễn Xuân Sanh được bổ nhiệm Kiểm sát viên cao cấp.